# Marlis Drevermann

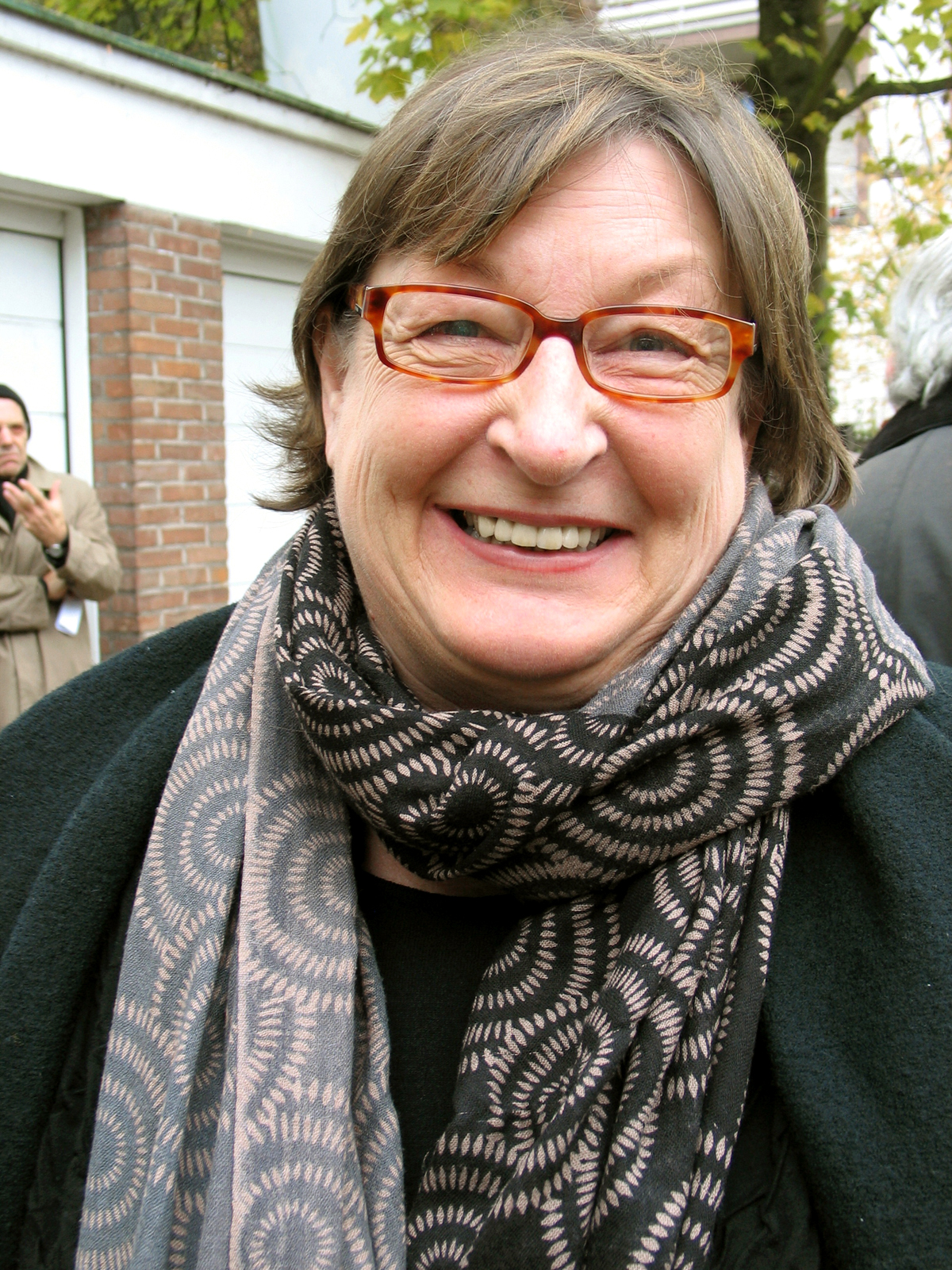
Marlis Drevermann in Hannover-Waldhausen (Ausstellung Wintergärten)

Marlis Drevermann (* 18. August 1952 in Bochum) ist eine deutsche Sozialwissenschaftlerin. Sie war Beigeordnete der Stadt Wuppertal und Stadträtin in Hannover.

## Leben
Marlis Drevermann studierte in den Jahren 1971 bis 1976 Sozialwissenschaften an der Ruhr-Universität Bochum. Danach war sie bis 1977 wissenschaftliche Mitarbeiterin am Institut für Arbeitssoziologie und bis 1982 in der Arbeitsgemeinschaft für Wohnungswesen, Städteplanung und Raumordnung e. V. an der Ruhr-Universität, die ab 1982 als GmbH mit ihr als Mitgründerin, Gesellschafterin und Mitglied der Geschäftsführung firmierte.
Von 1985 bis 1986 war sie in Düsseldorf wissenschaftliche Mitarbeiterin am Institut für Landes- und Stadtentwicklungsforschung des Landes Nordrhein-Westfalen. Unter wechselnden Bezeichnungen der Behörde war Drevermann bis 1990 Referentin der Abteilung Stadtentwicklung. Von 1990 bis 1993 war sie stellvertretende persönliche Referentin im Büro von Franz-Josef Kniola, Minister für Stadtentwicklung und Verkehr, und von 1994 bis 1999 Referatsleiterin.
In den Jahren 2000 bis 2007 war Marlis Drevermann Beigeordnete für Kultur, Bildung, Sport und Zoo der Stadt Wuppertal.
Von November 2007 bis Ende Oktober 2015 war sie als Stadträtin Kultur- und Schuldezernentin der niedersächsischen Landeshauptstadt Hannover. In ihr Ressort fielen der Bau der neuen Volkshochschule am Hohen Ufer, der Wiederaufbau des Schlosses Herrenhausen sowie die Erweiterung des Sprengel Museums. Seit November 2016 gehört sie dem Vorstand der Ballett Gesellschaft Hannover an, die seit drei Jahrzehnten den „Internationalen Wettbewerb für Choreographie“ veranstaltet.

## Mitgliedschaften

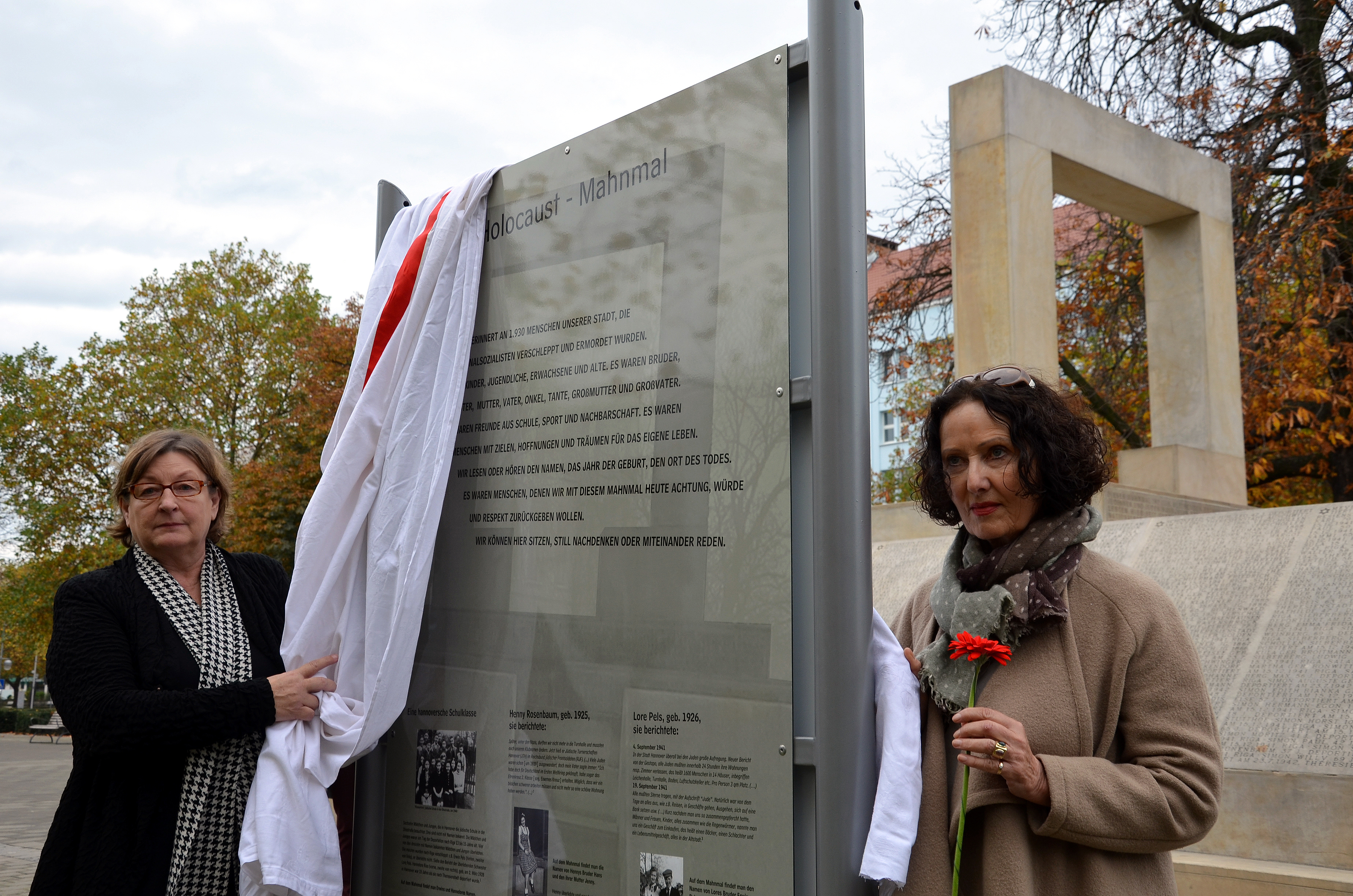
Marlis Drevermann und Ingrid Wettberg 2013 während der Enthüllung der Informationstafel zum Mahnmal für die ermordeten Juden Hannovers

- Aufsichtsrat der Niedersächsische Staatstheater Hannover GmbH (2007 bis 2015)
- Kulturausschuss und Schulausschuss des Niedersächsischen Städtetages (2007 bis 2015)
- Vorstand des Freundeskreises Hannover[7]

## Schriften
- Mit Jürgen H.B. Heuer, Lidwina Kühne-Bühning, Volker Nordalm: Lehrbuch der Wohnungswirtschaft, Fritz Knapp Verlag, Frankfurt am Main 1979, ISBN 3-7819-0325-7
- Mit Volker Nordalm: Zahlungsschwierigkeiten von Wohneigentümern. Ergebnisbericht des Forschungsprojektes Ansatzpunkte für die Behebung von Zahlungsschwierigkeiten von Wohneigentümern, im Auftr. d. Bundesministers für Raumordnung, Bauwesen u. Städtebau vorgelegt von d. Arbeitsgemeinschaft für Wohnungswesen, Städteplanung u. Raumordnung, Awos GmbH, Bochum, Mitarb. Sabine Hentzsch, Bonn-Bad Godesberg 1986
- Mit Herbert Kemming: Szenarien in der Stadtentwicklung. Zum Stand der Diskussion am 8. Dezember 1988, Symposium zum … Wissenschaftstag des ILS Bd. 2, hrsg. vom Institut für Landes- und Stadtentwicklungsforschung des Landes Nordrhein-Westfalen, waz-Dr., Duisburg 1989, ISBN 3-8176-7003-6

Mitarbeit
- Rainer Höck: Sozial- und Wirtschaftsstrukturelle Entwicklungsperspektiven im Kreis Unna, Inst. für Arbeitssoziologie u. Arbeitspolitik d. Ruhr-Univ. Bochum, Kreis Unna, Unna 1978